# Saint-Martin-des-Olmes
 Saint-Martin-des-Olmes  es una población y comuna francesa, situada en la región de Auvernia, departamento de Puy-de-Dôme, en el distrito de Ambert y cantón de Ambert.

## Demografía
| 344 | 279 | 244 | 241 | 213 | 272 |
| Para los censos de 1962 a 1999 la población legal corresponde a la población sin duplicidades (Fuente: INSEE [Consultar]) |     |     |     |     |     |